# Type 81
Type 81 je kineska jurišna puška koja je nastala kao nasljednica tada postojećeg modela Type 56 (licencna kopija Kalašnjikova). U kineskoj vojsci puška se koristila od sredine 1980-ih do 1995. godine.

## Povijest
Kineskoj Narodno oslobodilačkoj armiji Type 81 je predstavljen 1981. ali je tek nakon dvije godine uveden u vojnu uporabu. Sredinom 1980-ih je korišten u Kinesko-vijetnamskim pograničnim sukobima. Danas su pušku zamijenili noviji QBZ-95 (Type 95) i QBZ-03 (Type 03) modeli dok se ona sama koristi tek kod rezervista.

## Tehničke karakteristike
Type 81 objedinjuje elemente legendarnog AK-47, poluautomatskog SKS-a i Dragunov snajpera. Fizički, puška ima izgled Kalašnjikova dok je od SKS-a preuzet kratki plinski cilindar. On omogućava manji trzaj prilikom paljbe a time i veću preciznost (za razliku od Type 56 s većim cilindrom).
U odnosu na prethodnika, Type 81 nije njegova poboljšana inačica a razlike su vidljive u podesivom čeličnom ciljniku i kundaku. Također, Type 56 je ispod cijevi imao montiranu bajunetu u obliku šiljka koja je bila neodvojiva dok Type 81 ima odvojiv nož-bajunetu.
Puška može biti opremljena picatinny šinama na koje se mogu montirati optika, svjetiljka i druga oprema.
|                   | Type 81    | Type 81-1  | Type 81 LMG       |
| ----------------- | ---------- | ---------- | ----------------- |
| Dužina            | 955 mm     | 750 mm     | 1.004 mm          |
| Bore diameter     | 1.004 mm   | 1.004 mm   | 1.004 mm          |
| Kalibar streljiva | 7.62x39 mm | 7.62x39 mm | 7.62x39 mm        |
| Težina            | 3,5 kg     | 3,4 kg     | 5,15 kg           |
| Učinkoviti domet  | 500 m      | 500 m      | 500 m             |
| Brzina            | 720 m/sek. | 720 m/sek. | 735 m/sek.        |
| Kapacitet okvira  | 30 metaka  | 30 metaka  | 75 metaka (doboš) |

## Inačice
Type 81 obuhvaća automatske puške sa sklopivim i fiksnim kundakom te jednu laku strojnicu temeljenu na njenom dizajnu. Njima je zajedničko što koriste sovjetsko streljivo 7.62x39 mm. Krajem 1980-ih Kina je razvila vlastito streljivo 5.8x42mm DBP87 koje je testirano na eksperimentalnim modelima Type 87.
- Type 81: 7,62 mm automatska puška s fiksnim kundakom.
- Type 81-1: 7,62 mm automatska puška s preklopnim kundakom.
- Type 81 LMG: 7,62 mm laka strojnica.
- Type 81S: izvozna inačica kasnije proizvodnje s fiksnim kundakom.
- Type 87: prototip 5,8 mm lake strojnice.
- Type 87-1: eksperimentalna automatska puška koja je korištena kako bi se na njoj razvijalo i testiralo kinesko streljivo kalibra 5.8x42mm DBP87 za kasniju pušku QBZ-95 bullpup dizajna.

## Korisnici
- NR Kina: kineska vojska je bila primarni korisnik ove puške[4][1] dok ju danas koriste tek rezervisti.
- Alžir[1][4]
- Bangladeš:[1][4][2] pušku na temelju licence proizvodi domaća vojna industrija Bangladesh Ordnance Factories i to pod oznakom BD-08 (Bangladeš-2008).[5][6][7][8]
- Kambodža[4]
- Malta[9]
- Mjanmar[10][4]
- Nepal[4]
- Pakistan:[4][1] pakistanska vojska.[11]
- Sudan[1][4]
- Šri Lanka[2][1][4]

## Vidjeti također
- Type 56

## Vanjske poveznice
- World.guns.ru - Type 81 assault rifle (People Republic of China)